# Il'ja Konovalov
Il'ja Valer'evič Konovalov (in russo Илья Валерьевич Коновалов?; Yefrosimovka, 4 marzo 1971) è un ex martellista russo.

## Palmarès

### Mondiali
- 1 medaglia:
  - 1 bronzo (Edmonton 2001 nel lancio del martello)

### Universiadi
- 1 medaglia:
  - 1 bronzo (Catania 1997 nel lancio del martello)

### World Cup
- 1 medaglia:
  - 1 bronzo (Atene 2006 nel lancio del martello)

### Giochi mondiali militari
- 1 medaglia:
  - 1 bronzo (Catania 2003 nel lancio del martello)

### Goodwill Games
- 1 medaglia:
  - 1 bronzo (Uniondale 1998 nel lancio del martello)